# Ivo Rodrigues (Leichtathlet)
Ivo Rodrigues (Ivo Machado Rodrigues; * 15. Oktober 1960) ist ein ehemaliger brasilianischer Marathonläufer.
1987 wurde er mit seiner persönlichen Bestzeit von 2:14:48 h Fünfter beim Los-Angeles-Marathon und siegte bei den Panamerikanischen Spielen in Indianapolis.
Im Jahr darauf kam er bei den Crosslauf-Weltmeisterschaften in Auckland auf den 121. Platz und lief beim Marathon der Olympischen Spiele in Seoul auf Rang 56 ein.
1990 wurde er Neunter beim Houston-Marathon und 1991 Siebter in Los Angeles. 1992 wurde er Zweiter beim Livorno-Marathon und siegte beim Florenz-Marathon.